# Мелешко Роман Іванович
Роман Іванович Мелешко (нар. 8 вересня 1971, Запоріжжя, УРСР) — радянський та український футболіст, півзахисник та нападник.

## Життєпис
Вихованець ОШІСП Дніпропетровська. Клубну кар'єру розпочинав 1988 року в «Дніпрі», виступаючи за дублюючий склад клубу, також у 1989 та 1990 рік провів за Дніпро один та два матчі відповідно в Кубку Федерації, ставши в складі дніпрян його переможцем та фіналістом. На початку 1991 року перебцував у заявці запорізького «Металурга», проте незабаром перебрався в «Балтику», за яку провів 21 матч у другій нижчій союзній лізі. Після розпаду СРСР виступав за білоруський «Ведрич». Далі грав за мінське «Динамо». У 1993 році разом з колишнім одноклубником по «Балтиці» та «Ведричі» Володимиром Коноваловим поповнив ряди владикавказького «Спартака». Дебютував у чемпіонаті Росії 7 березня 1993 року в домашньому матчі 1-о туру проти московського «Асмарала», замінивши на 62-й хвилині матчу Олександра Костіна. Всього за сезон провів 22 матчі в чемпіонаті Росії. За повідомленнями преси тих років, був неодноразово відрахований з команди, але кожного разу заслуговував пробачення. Коли ж його і Коновалова остаточно вигнали з команди, то перейшли у першу лігу Білорусії у клуб МПКЦ Мозир, який виплатила компенсацію в касу російського клубу. Далі грав за «Бобруйськ». У сезоні 1995/96 років грав за клуб «Зоря-МАЛС». У 1997 році перебував у заявці «Фабуса». Завершив кар'єру в «Спартаку» (Луховиці).

## Досягнення

### Командні
«Дніпро» (Дніпропетровськ)
- Кубок Федерації футболу СРСР
  -  Володар (1): 1989
  -  Фіналіст (1): 1990

«Динамо» (Мінськ)
- Білоруська футбольна вища ліга
  -  Чемпіон (1): 1992/93